# جردن لارسون

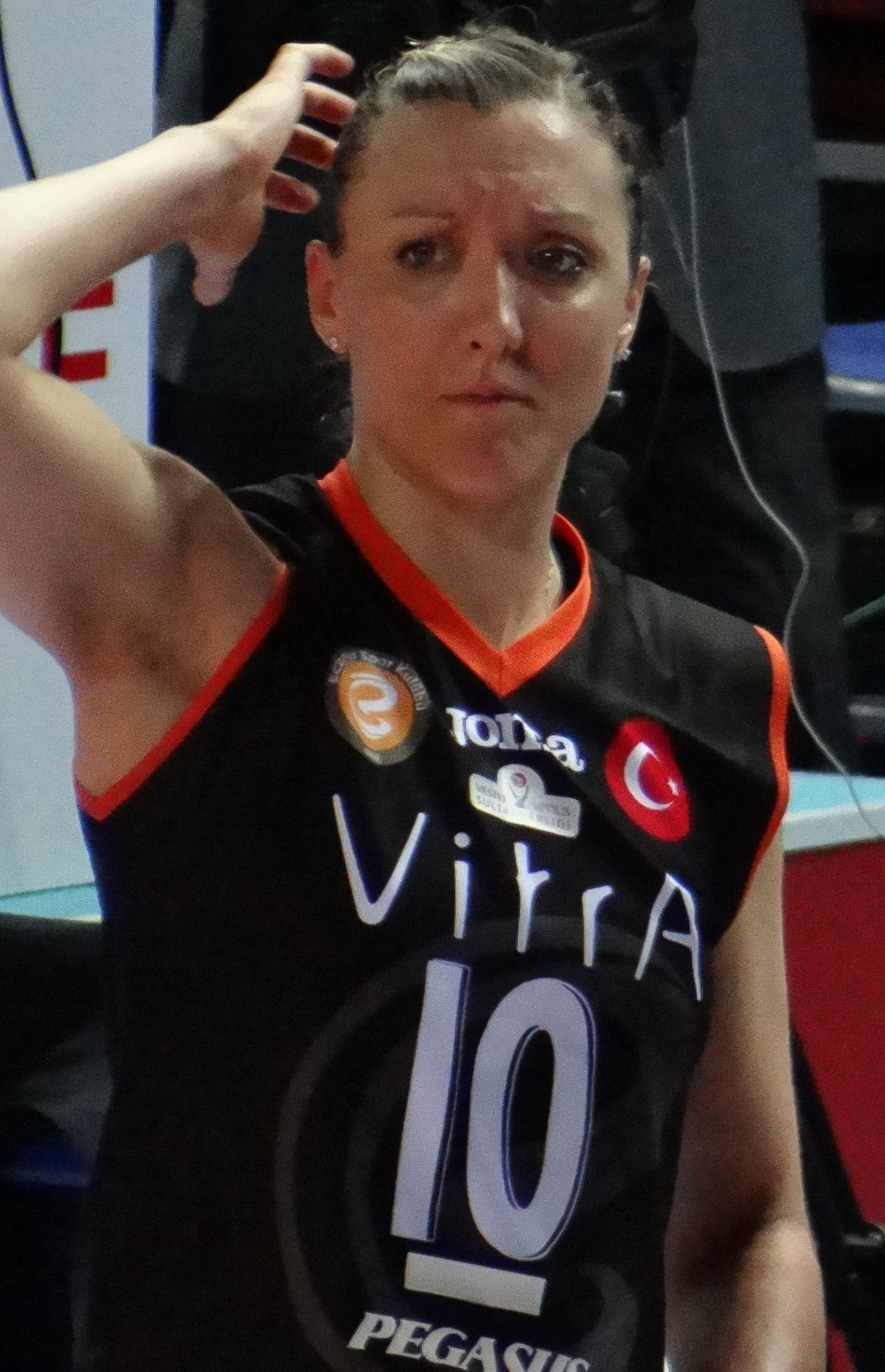

اردن کوین لارسون بوربچ (به انگلیسی: Jordan Larson) (زاده ۱۶ اکتبر ۱۹۸۶) بازیکن تیم ملی والیبال آمریکا است. او برای تیم ملی والیبال زنان ایالات متحده آمریکا از سال ۲۰۰۳ بازی کرده است.